# Casamarciano
Casamarciano là một đô thị ở tỉnh Napoli ở vùng Campania, cách khoảng 30 km về phía đông bắc của Napoli. Tại thời điểm ngày 31 tháng 12 năm 2004, đô thị này có dân số 3.325 người và diện tích là 6,3 km².
Casamarciano giáp các đô thị: Avella, Cimitile, Comiziano, Nola, Tufino, Visciano.